# 堀直武
堀 直武（ほり なおたけ、文政13年4月8日（1830年5月29日） - 文久2年8月7日（1862年8月31日））は、江戸時代後期の大名。信濃国須坂藩の第12代藩主。信濃須坂堀家12代。第11代藩主・堀直格の長男。母は西尾忠善の娘。正室は西尾忠受の娘。官位は従五位下、長門守、図書頭。
弘化2年（1845年）、父・直格の隠居により家督を相続した。呉服橋御門番、大坂加番、駿府城加番、日比谷御門番を歴任した。
文久元年（1861年）に隠居し、家督を五弟・直虎に譲る。翌文久2年（1862年）に死去した。

## 系譜
父母
- 堀直格（父）
- 天心院 ー 西尾忠善の娘（母）

正室
- 之 ー 西尾忠受の娘

養子
- 堀直虎 ー 実弟